# Bertil Magnusson
Bertil Gustaf Magnusson, född 8 augusti 1915 i Malmö, död 13 januari 1980 i Limhamn, var en svensk läkare.
Bertil Magnusson var son till veterinären Hilding Magnusson. Efter studentexamen vid Malmö högre allmänna läroverk 1935 blev han student vid Lunds universitet och medicine kandidat där 1940. Magnusson tjänstgjorde 1945-1947 som tillförordnad underläkare vid Malmö allmänna sjukhus medicinska klinik och 1946-1949 som tillförordnad underläkare vid sjukhusets avdelning för hud- och könssjukdomar. Efter att ha avlagt en medicine licentiatexamen 1947 tjänstgjorde han 1948-1949 som förste assistent vid Malmö allmänna sjukhus patologiska och bakteriologiska avdelning och var 1949-1951 underläkare vid sjukhusets avdelning för hud- och könssjukdomar. Magnusson var 1951-1956 underläkare vid Karolinska sjukhusets hudklinik och från 1956 vid sjukhusets allergilaboratorium. Han blev 1956 docent i dermatologi och venereologi vid Karolinska Institutet och medicine doktor där 1957. Magnusson blev 1957 underläkare vid Holtermanska sjukhuset i Göteborg och docent i dermatologi och venereologi vid Göteborgs högskola. 1958 blev han biträdande överläkare vid Holtermanska sjukhuset. 1960 blev han visiting associate professor vid University Hospital of Pennsylvania i Philadelphia och 1969 professor i dermatovenereologi vid Lunds universitet.